# Соверато Марина (Катанцаро)
Соверато Марина је насеље у Италији у округу Катанцаро, региону Калабрија.
Према процени из 2011. у насељу је живело 6990 становника. Насеље се налази на надморској висини од 9 м.